# Sulpici Pontich
Sulpici Pontich (Bulaternera, ~1670 - Girona, 1738) va ser un religiós i canonge de la catedral de Girona, a la qual dedicà diversos estudis. Estudià teologia i dret civil, i acabà doctorant-se en totes dues matèries. Nebot del bisbe de Girona Miquel Pontich (Bulaternera, 1632 - Girona, 1699), va ser nomenat canonge coadjutor de la seu gironina el 1705, i fou secretari del capítol del 1717 endavant. Fou autor de dues extenses obres manuscrites -conservades a l'arxiu catedralici- que han esdevingut instruments de recerca insuperats pel que fa a la seu: Repertori per alfabètich del secretariat del M.I. Capítol o també citat amb el títol Diccionario alfabético sobre todo lo perteneciente a la iglesia de Gerona (en tres volums) i Episcopologi i sèrie dels prebendats, tots dos amb índex. Hom el creu també autor d'una biografia del seu oncle Miquel, en un volum que hauria anat a raure a mans del seu germà carnal Ignasi.